# Kreuz von Hasselt
Das Kreuz von Hasselt  wurde vom   König der Niederlande, Wilhelm I.,  gestiftet.  Das Stiftungsdatum war der 12. September 1831. Der Anlass war die Affaire „Hasselt“ vom   August 1831. Geehrt wurden die Teilnehmer an den Kriegsereignissen des „Belgischen Aufstandes“.

## Ordensdekoration und -band
Die Dekoration war ein Kreuz mit einem Mittelschild. Hier standen die Jahreszahlen „1830 1831“ von einem Eichen- und Lorbeerkranz umgeben. Auf den breiten Kreuzarmen stand „Trouw ann Konig an Voterland“.  
Das Ordensband hatte drei blaue und dazwischen zwei orange-farbene Streifen.